# 行政処分 (運転免許)
日本の運転免許制度における行政処分（ぎょうせいしょぶん）とは、道路交通法に基づき、都道府県公安委員会が行う免許取消処分、免許停止処分、免許拒否処分、免許保留処分、運転禁止処分のことである。

## 概説
将来における道路交通上の危険を防止するため、車両の運転を禁止あるいは制限されるものであり、すでに犯した道路上の軽微な交通違反につき、一定期日までに納付することにより、公訴を提起（少年については家庭裁判所の審判）されない「交通反則通告制度」とは別の制度である。交通違反者や交通事故を起こしたもののみならず、自動車損害賠償責任保険の未加入、一定の病気にかかつている者や認知症であることが判明した者等もその対象である。
なお運転免許証の交付や更新も、講学上は行政処分であるが、通常運転免許制度における行政処分には含まれず、ここでは触れない。

## 点数制度
運転手の過去の軽微な交通違反等に対して、一定の点数を課し、その合計点数が所定の基準に達した場合に、運転免許証の取り消し処分や停止処分を行う制度である。1969年10月1日から全国で導入された。それ以前にも点数制度は存在したが、各都道府県の公安委員会が独自に運用しており同じ違反でも処分内容が異なることがあった。このため警察庁が処分基準を作り、同年から全国一律の運用をおこなうこととなったものである。
　　点数は大きくは基礎点数と付加点数に分けられている。
　このうち基礎点数は違反行為そのものに課せられ、比較的軽微な違反は1点から3点。酒気帯運転や共同危険行為などの悪質な違反行為には6点から25点といった厳しい点数が加算され、対象となる行為を一般違反行為という。また、酒酔い運転やひき逃げ、道路外致死傷などの特に悪質な行為を特定違反行為といい、これには35点から62点の点数が加算される。
　付加点数は、交通事故が人の死傷を伴う場合であった場合に適用され、交通事故の種類（死亡事故と傷害事故）と傷害事故であった場合は被害者の治療に必要な期間、運転者の過失の割合によって細かく分けられている。
　停止処分や取り消し処分の基準となる点数は、前歴（過去に受けた取り消し処分と停止処分）の回数によって分けられており、前歴回数の多い者ほど少ない点数で停止・取り消しの対象となりやすい。点数制度は事故や違反行為を繰り返す運転者を道路交通の場から排除するための制度といえる。
　また、点数は過去3年に遡った加算式で計算されるため「〇点減点の違反」という表現は間違いである。